# Elvira María Jiménez Gutiérrez
Elvira María Jiménez Gutiérrez (Las Palmas de Gran Canaria, 14 de març de 1955) és una política valenciana d'origen canari, diputada a les Corts Valencianes en la VII Legislatura.
Ha treballat com a auxiliar d'infermeria, ha estat secretària de moviments socials i ONG del PSPV-PSOE de l'Alacantí i dirigent de la UGT de l'Alacantí. Fou escollida diputada socialista d'Alacant a les eleccions a les Corts Valencianes de 2007.